# ブリュッセル王立音楽院の人物一覧
ブリュッセル王立音楽院の人物一覧は、ブリュッセル王立音楽院に関係する人物の一覧記事。

## 著名な教職員

### 器楽奏者
- ステファン・アスケナーゼ
- アルテュール・グリュミオー
- ニコール・アンリオ＝シュヴァイツァー
- ヘンリク・ヴィエニャフスキ
- ユゼフ・ヴィエニャフスキ
- アンリ・ヴュータン
- イーゴリ・オイストラフ
- 川口ヱリサ
- ヴィーラント・クイケン
- シギスヴァルト・クイケン
- バルトルト・クイケン
- ユリウシュ・ザレンプスキ
- アンドレ・ジェルトレル
- 寺神戸亮
- ジャンヌ・ドゥメッシュー
- セザール・トムソン
- ルイ・ブラッサン
- シャルル＝オーギュスト・ド・ベリオ
- ローラ・ボベスコ
- オヴィッド・ミュザン
- 堀米ゆず子
- ユベール・レオナール
- エリック・レニーニ
- ジャック＝ニコラ・レメンス

### 作曲家
- ウジェーヌ・イザイ
- フランソワ＝オーギュスト・ジュヴァール
- マルセル・ポート
- ヴァウテル・レナールツ

### 音楽学者
- フランソワ＝ジョゼフ・フェティス

### その他
- フランク・シップウェイ
- デジレ・デフォー
- ピエール・バルトロメー

## 卒業生

### 器楽演奏家
- エメ・ヴァン・ド・ヴィール
- アルテュール・グリュミオー
- 大谷玲子
- ジョゼフ・カラーツ
- 川口ヱリサ
- ヴィーラント・クイケン
- バルトルト・クイケン
- 有田正広
- 佐藤久成
- ノラ・グルムリーコヴァー
- パウル・コハンスキ
- 佐々木京子
- ヘンリ・シュラディーク
- SINSKE
- アルテュール・デ・グレーフ
- デュオ・クロムランク
- アレクシ・トゥオマリア
- ジュール・ドニューフ
- アーノルド・ドルメッチ
- ヴァルター・ブイケンス
- 吉嶺史晴
- クレマン・ロレ

### 声楽家
- ジョゼ・ヴァン・ダム

### 作曲家
- ユリウス・アイヒベルク
- ジャン・アプシル
- アンドレ・ウェニャン
- フーシャン・オストヴァール
- 木山光
- 久保禎
- アンドレ・スーリー
- キー・ヨン・チョン
- 橋爪皓佐
- ペーテル・ブノワ
- ディルク・ブロッセ
- マルセル・ポート
- ヴァウテル・レナールツ

### その他
- アンドレ・ヴァンデルノート
- エドゥアール・ヴァン・ルモーテル
- ジョルジュ・オクトール
- ピエール・バルトロメー